# Cantonul Bazas
Cantonul Bazas este un canton din arondismentul Langon, departamentul Gironde, regiunea Aquitania, Franța.

## Comune
- Aubiac
- Bazas (reședință)
- Bernos-Beaulac
- Birac
- Cazats
- Cudos
- Gajac
- Gans
- Lignan-de-Bazas
- Marimbault
- Le Nizan
- Saint-Côme
- Sauviac